# Simone V di Lippe
Simone V di Lippe (1471 – 1536) fu il nobile signore di Lippe, e dal 1528 conte. Durante il suo regno, fu introdotta la riforma protestante nella contea.

## Vita
Simone V era il quinto dei figli ma il maggiore dei tra i maschi di Bernardo VII "il Bellicoso" e Anna di Holstein-Pinneberg ed ereditò Lippe dopo la morte del padre, intorno al 1511. Nel 1528, fu elevato a conte imperiale (Reichsgraf in tedesco) rendendo Lippe una delle 140 contee imperiali.
Dal 1518, la Riforma aveva prevalso, prima a Lemgo e poi in altre città. Un conflitto aperto scoppiò nel 1530 quando gli inni protestanti furono cantati durante una messa cattolica di Pasqua. Simone, che rimase cattolico per tutto la vita, fu oltraggiato, e parlò di agricoltori ribelli che si rifiutano di sopportare qualsiasi autorità su se stessi. Egli era, tuttavia, un vassallo di due signori feudali: il vescovo di Paderborn e il langravio Filippo I d'Assia, che era luterano dal 1524. Ciò limitò la sua libertà di agire. Anche le città a Lippe, in particolare Lippstadt e Lemgo, favorirono un rapporto più stretto con la fede luterana. Filippo d'Assia esortò i cittadini di Lemgo a rimediare la loro disputa con Simone V; eppure, il luteranesimo continuò a diffondersi nelle città. Quando nel 1533, Simon cercò sostegno per un'azione militare contro Lemgo, Filippo intervenne e mediò. In quello stesso anno, Lemgo adottò l'ordine della chiesa luterana.
Nel 1535, Simone V e il duca Giovanni III di Kleve invasee Lippstadt, che era diventata protestante. La città si arrese al suo signore feudale. I cittadini di Lemgo temettero che anche Simone V e Giovanni III avrebbero invaso Lemgo, tuttavia, a causa della mediazione in corso di Filippo, ciò non avvenne.

## Matrimonio e figli
Simone V sposò la contessa Valpurga di Bronckhorst († 21 dicembre 1522). Da lei ebbe un solo figlio maschio:
- Gisberto di Lippe († 1522)

Simone si risposò con la contessa Maddalena di Mansfeld-Mittelort († 1540) ed ebbe altri cinque figli:
- Margherita di Lippe (1525-1578)
- Bernardo VIII, conte di Lippe (1527-1563)
- Ermanno Simone, conte di Sternberg

sposò Ursula di Pyrmont e Spiegelberg († 1576)
- Anna di Lippe (c.1529-1590)

sposò il conte Giovanni I di Waldeck-Landau
- Agnese di Lippe (1535-1610),

sposò Teodoro di Plessé

## Ascendenza
|                                     |   |                                     | Genitori                              |  |  | Nonni |  |  | Bisnonni             |  |  | Trisnonni           |  |
|                                     |   |                                     |                                       |  |  |       |  |  | Bernardo VI di Lippe |  |  | Simone III di Lippe |  |
|                                     |   |                                     |                                       |  |  |       |  |  | Bernardo VI di Lippe |  |  | Simone III di Lippe |  |
|                                     |   | Ermengarda di Hoya                  |                                       |  |  |       |  |  | Bernardo VI di Lippe |  |  |                     |  |
| Simone IV di Lippe                  |   |                                     |                                       |  |  |       |  |  | Bernardo VI di Lippe |  |  |                     |  |
|                                     |   | Elisabetta di Mörs                  | Federico III di Mörs                  |  |  |       |  |  |                      |  |  |                     |  |
|                                     |   | Elisabetta di Mörs                  | Federico III di Mörs                  |  |  |       |  |  |                      |  |  |                     |  |
|                                     |   | Elisabetta di Mörs                  | Valpurga di Saarwerden                |  |  |       |  |  |                      |  |  |                     |  |
| Bernardo VII di Lippe               |   | Elisabetta di Mörs                  |                                       |  |  |       |  |  |                      |  |  |                     |  |
|                                     |   | Erich I di Braunschweig-Grubenhagen | Alberto I di Braunschweig-Grubenhagen |  |  |       |  |  |                      |  |  |                     |  |
|                                     |   | Erich I di Braunschweig-Grubenhagen | Alberto I di Braunschweig-Grubenhagen |  |  |       |  |  |                      |  |  |                     |  |
|                                     |   | Erich I di Braunschweig-Grubenhagen | Agnese I di Brunswick-Lüneberg        |  |  |       |  |  |                      |  |  |                     |  |
| Margherita di Brunswick-Grubenhagen |   | Erich I di Braunschweig-Grubenhagen |                                       |  |  |       |  |  |                      |  |  |                     |  |
|                                     |   | Elisabetta di Brunswick-Göttingen   | Ottone I di Brunswick-Göttingen       |  |  |       |  |  |                      |  |  |                     |  |
|                                     |   | Elisabetta di Brunswick-Göttingen   | Ottone I di Brunswick-Göttingen       |  |  |       |  |  |                      |  |  |                     |  |
|                                     |   | Elisabetta di Brunswick-Göttingen   | Margherita di Berg                    |  |  |       |  |  |                      |  |  |                     |  |
| Simone V di Lippe                   |   | Elisabetta di Brunswick-Göttingen   |                                       |  |  |       |  |  |                      |  |  |                     |  |
|                                     | … | …                                   |                                       |  |  |       |  |  |                      |  |  |                     |  |
|                                     | … | …                                   |                                       |  |  |       |  |  |                      |  |  |                     |  |
|                                     | … | …                                   |                                       |  |  |       |  |  |                      |  |  |                     |  |
| …                                   | … |                                     |                                       |  |  |       |  |  |                      |  |  |                     |  |
|                                     |   | …                                   | …                                     |  |  |       |  |  |                      |  |  |                     |  |
|                                     |   | …                                   | …                                     |  |  |       |  |  |                      |  |  |                     |  |
|                                     |   | …                                   | …                                     |  |  |       |  |  |                      |  |  |                     |  |
| Anna di Holstein-Pinneberg          |   | …                                   |                                       |  |  |       |  |  |                      |  |  |                     |  |
|                                     |   | …                                   | …                                     |  |  |       |  |  |                      |  |  |                     |  |
|                                     |   | …                                   | …                                     |  |  |       |  |  |                      |  |  |                     |  |
|                                     |   | …                                   | …                                     |  |  |       |  |  |                      |  |  |                     |  |
| …                                   |   | …                                   |                                       |  |  |       |  |  |                      |  |  |                     |  |
|                                     |   | …                                   | …                                     |  |  |       |  |  |                      |  |  |                     |  |
|                                     |   | …                                   | …                                     |  |  |       |  |  |                      |  |  |                     |  |
|                                     |   | …                                   | …                                     |  |  |       |  |  |                      |  |  |                     |  |
|                                     |   | …                                   |                                       |  |  |       |  |  |                      |  |  |                     |  |